# یازده پسر
«یازده پسر» (آلمانی: Elf Söhne) داستانی کوتاه از فرانتس کافکا است. داستان با اظهار یک پدر آغاز می‌شود: «من یازده پسر دارم.» او سپس ادامه می‌دهد تا هرکدام را با جزئیات توصیف کند. کافکا به ماکس برود گفت: «این یازده پسر بدون ابهام یازده داستان هستند که من هم‌اکنون دارم روی آنها کار می‌کنم.» این داستان بین ۱۹۱۴ و ۱۹۱۷ نوشته شد. «یازده پسر» در سال ۱۹۱۹ در مجموعه داستان پزشک دهکده ظاهر شد که مجموعه‌ای از داستان کوتاه‌های کافکا به چاپ رسیده توسط کورت ولف در مونیخ و لایپزیگ بود.